# Давлида
Давли́да (др.-греч. Δαυλίς), Давлия (Δαυλία) — древний город в Фокиде с циклопической крепостью. Находился на восточном склоне Парнаса,  в 21 километре к северо-востоку от Дельф в Локриде Озольской, в 6 километрах к западу от Панопея в Фокиде, в 10 километрах к западу от Херонеи на границе Беотии и в 22 километрах к западу от Орхомена.

## История
Город упоминается Гомером в «Каталоге кораблей» вместе с Крисой и Панопеем. По Страбону назван так либо от греч. δαυλός δάσος «густой лес» из-за лесистой местности, либо по имени нимфы Давлиды, дочери речного бога Кефиса, а основателем был некий Ксантипп.
В мифологическое время в Давлиде правил фракиец Терей. Как пишет Полиэн, жившие в Давлиде фракийцы воевали с беотийцами, побеждены у озера Копаиды, бежали на Геликон. Во время греко-персидской войны, в 480 году до н. э. Давлида была разрушена. Недалеко от Давлиды находился «Фокикон», в котором проходили заседания главного политического органа Фокидского союза, синедриона. В 395 году до н. э. на город напали фиванцы. В 346 году до н. э. Давлида пострадала во время Третьей священной войны. В 220 году до н. э. на город напали этолийцы. В 198 году до н. э. Давлиду заняли римляне.
Упоминается Иероклом в «Синекдеме». В позднеантичное время Давлида была центром епархии и сейчас является титулярной епархией католической церкви.
Остатки стен древнего акрополя видны над современной деревней Давлией.